# Повуа-де-Эл-Рей
Повуа-де-Эл-Рей (порт. Póvoa de El-Rei)  —  район (фрегезия) в Португалии,  входит в округ Гуарда. Является составной частью муниципалитета  Пиньел. По старому административному делению входил в провинцию Бейра-Алта. Входит в экономико-статистический  субрегион Бейра-Интериор-Норте, который входит в Центральный регион. Население составляет 74 человека на 2001 год. Занимает площадь 6,41 км².
Покровителем района считается Иоанн Креститель (порт. São João Baptista). 